# Peltosaari (ö i Lappland, Rovaniemi, lat 66,24, long 26,61)
Peltosaari är en ö i Finland. Den ligger i sjön Paattinkijärvi och i kommunen Ranua i den ekonomiska regionen  Rovaniemi ekonomiska region  och landskapet Lappland, i den norra delen av landet, 700 km norr om huvudstaden Helsingfors. Öns area är 0,7 hektar och dess största längd är 100 meter i nord-sydlig riktning.